# Шимон Богуміл Цуг
Шимон Богуміл Цуг (пол. Szymon Bogumił Zug, нім. Simon Gottlieb Zug; 20 лютого 1733 — 11 серпня 1807, Варшава) — шляхтич, польський архітектор німецького походження, садівник. Представник класицизму.

## Життєпис
Народився 20 лютого 1733 року. З 1756 р. жив і працював у Німеччині та Польщі (Варшаві). В 1768 р. отримав статус шляхтича. Автор багатьох проектів палаців і церков у Польщі. Як садово-парковий архітектор працював у стилі раннього романтизму. Працював в Україні; був автором садово-паркового комплексу в маєтку Стецьких в с. Великі Межирічі та садово-паркового комплексу с. Кустин. Помер у Варшаві (Польща).
Найбільш відомі його проєкти:
- Палац Бланка у Варшаві[3]
- Палац Потоцьких (Варшава)[en]
- сад в палаці Вилянув (1784)
- сад Олени Радзивілл в с. Акадія[4]
- парк при палаці Неоровського